# Karl Platen
Karl Platen (Halle an der Saale, 6 de março de 1877 – Weimar, 4 de julho de 1952) foi um ator alemão da era do cinema mudo.

## Filmografia selecionada
- 1913: Ein Ausgestoßener
- 1913: Das verschleierte Bild von Groß-Kleindorf
- 1943: Der ewige Klang
- 1943: Du gehörst zu mir
- 1944: Das schwarze Schaf
- 1944: Die Feuerzangenbowle
- 1945: Der Mann im Sattel
- 1946: Freies Land
- 1949: Der Posaunist